# Мерешко, Лука Степанович
Лука Степанович Мерешко (18 ноября 1914, Конские Раздоры — 14 июля 1972, Днепропетровск) — старший лейтенант Советской армии, участник Великой Отечественной войны, Герой Советского Союза (1945).

## Биография
Родился 18 ноября 1914 года в селе Конские Раздоры, волостном центре Конско-Раздоровской волости Александровского уезда Екатеринославской губернии (ныне село находится в Пологовском районе Запорожской области Украины).
Окончил сельскохозяйственный техникум, учился в Днепропетровском сельскохозяйственном институте. В июле 1941 года Мерешко был призван на службу в Рабоче-крестьянскую Красную армию. В 1942 году он окончил Севастопольское училище зенитной артиллерии. С апреля 1943 года — на фронтах Великой Отечественной войны.
К августу 1944 года старший лейтенант Лука Мерешко командовал батареей 1354-го зенитно-артиллерийского полка 27-й зенитной дивизии Резерва Главного Командования. Отличился во время освобождения Румынии. 25 августа 1944 года в районе посёлка Крецешты батарея Мерешко оказалась в окружении. Мерешко удалось организовать круговую оборону и два дня отражать немецкие контратаки, нанеся противнику большие потери. В тех боях он получил тяжёлое ранение, но сумел организовать прорыв из окружения, сохранив всю материальную часть батареи.

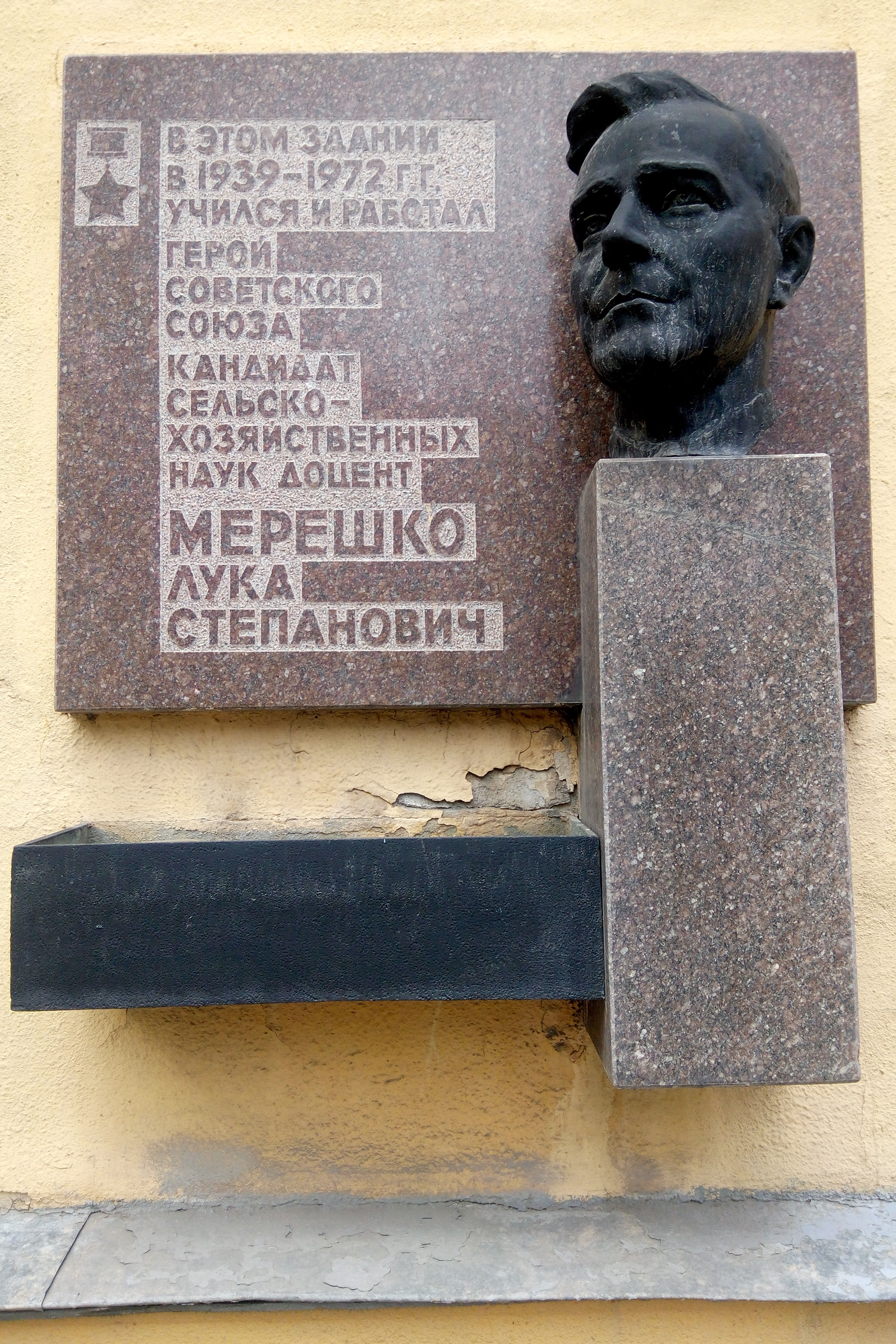
Мемориальная доска Л. С. Мерешко на здании Агро-экономического университета в Днепре

Указом Президиума Верховного Совета СССР от 24 марта 1945 года за «образцовое выполнение боевых заданий командования на фронте борьбы с немецкими захватчиками и проявленные при этом мужество и героизм» старший лейтенант Лука Мерешко был удостоен высокого звания Героя Советского Союза с вручением ордена Ленина и медали «Золотая Звезда» за номером 7576.
В 1946 году Мерешко был уволен в запас. Вернулся в Днепропетровск. В 1948 году Мерешко окончил Днепропетровский сельскохозяйственный институт, после чего некоторое время работал агрономом, а с 1951 года, став кандидатом сельскохозяйственных наук, преподавал в этом же институте. Скончался 14 июля 1972 года.
Был также награждён орденом Красной Звезды и рядом медалей.
В честь Мерешко названа улица в его родном селе.